# Sant Joan Baptista de Les
L' església parroquial de Sant Joan Baptista és un edifici eclesiàstic eclèctic d'estil barroc, del segle xvii, situat al municipi i vila de Les (Vall d'Aran) que forma part de l'Inventari del Patrimoni Arquitectònic de Catalunya.

## Descripció

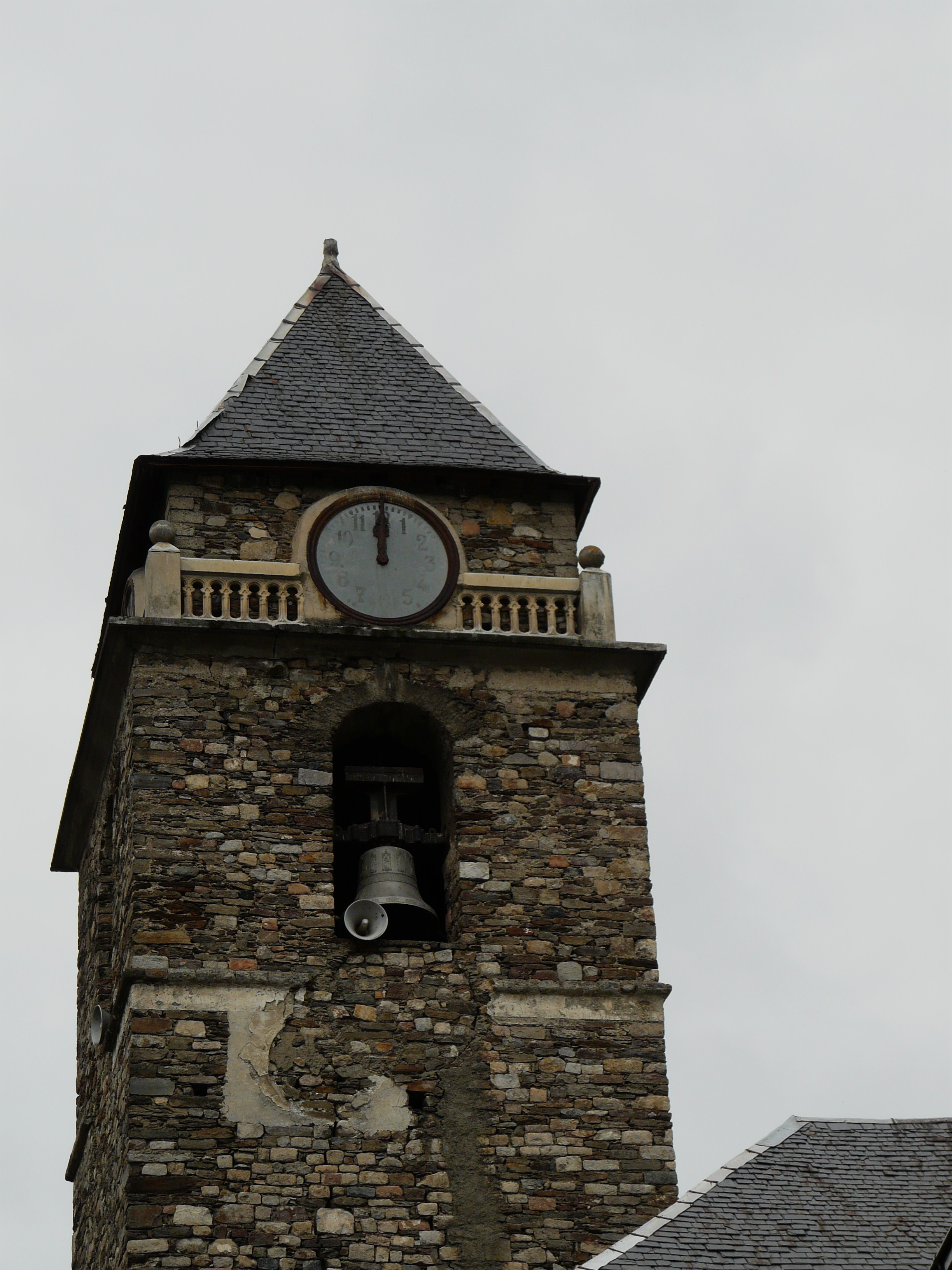
Detall del campanar

És una església de construcció moderna d'entre els anys 1790 i 1819, segons l'autor José Sarrate Forga construïda sobre un altre edifici anterior, amb murs de maçoneria i paredat de llosa. Consta d'una sola nau amb volta de canó sobre quatre arcs torals de mig punt i capçalera plana, molt espaiosa i es conserva en bon estat. Conté un retaule neoclàssic. A principis del segle XXI fou restaurat tot el seu exterior i s'hi reformà el baptisteri antic —recte i més estret que la nau— per tal d'acollir l'orfebreria, diferents relíquies, talles escultòriques en fusta i altres peces valuoses de la parròquia; també es va consagrar l'altar i habilità com a sales de catequesi els baixos de la rectoria.
El campanar romànic i modificat al segle xvii, de 31,97 metres d'altitud, és una torre de planta quadrada formada per quatre cossos situada als peus de l'església al damunt del cor. La cel·la té quatre finestres d'arc de mig punt, una a cadascuna de les parets, d'on pengen campanes; està rematat per un pati cobert, amb una balustrada i un rellotge d'esfera.